# Чимвала
Чимва́ла (англ. Chimwala) — традиційна громада у складі дистрикту Мангочі Південного регіону Малаві.
Населення — 93858 осіб (2018).